# Levantský veletrh
Levantský veletrh (Levant Fair - יריד המזרח, Yarid HaMizrach) byly mezinárodní veletrhy a konference, které se konaly poblíž telavivského přístavu přístavu ve dvacátých a třicátých letech 20. století. Je to také název místa, kde se veletrh konal.

## Fotogalerie

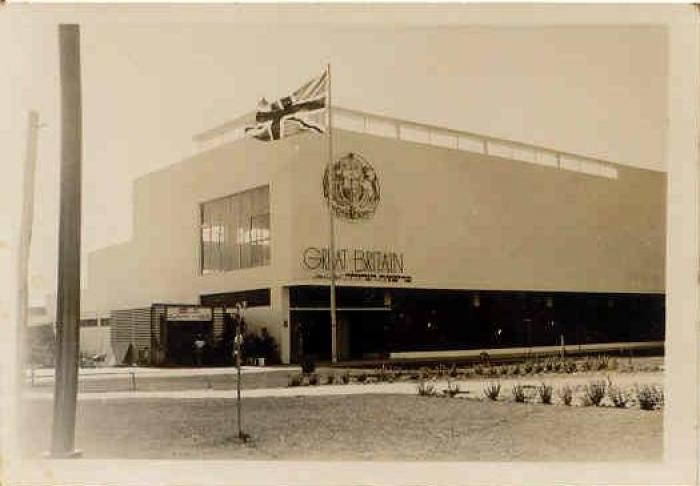
Britský pavilon
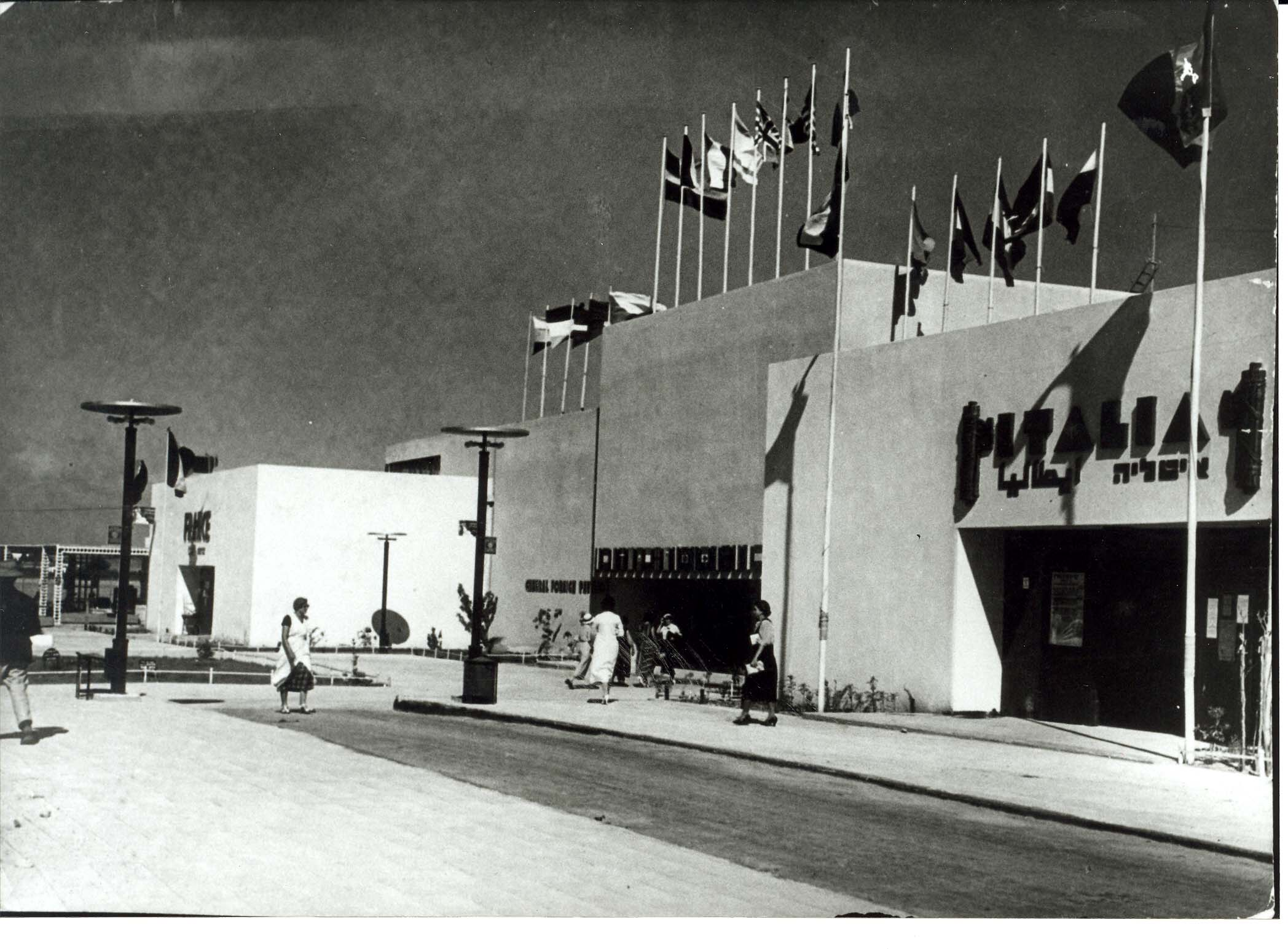
Italský pavilon
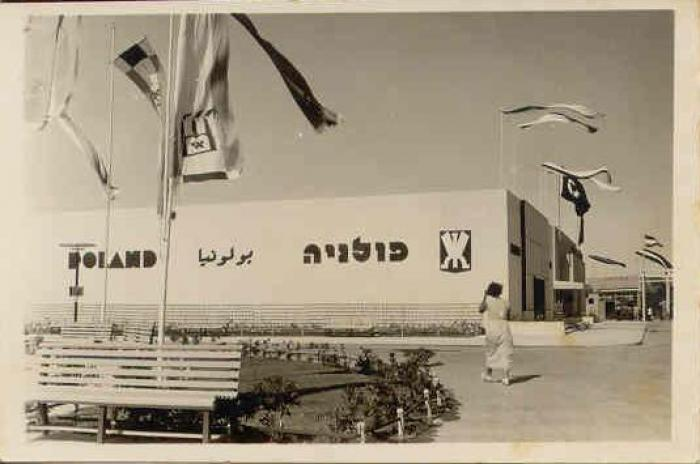
Polský pavilon
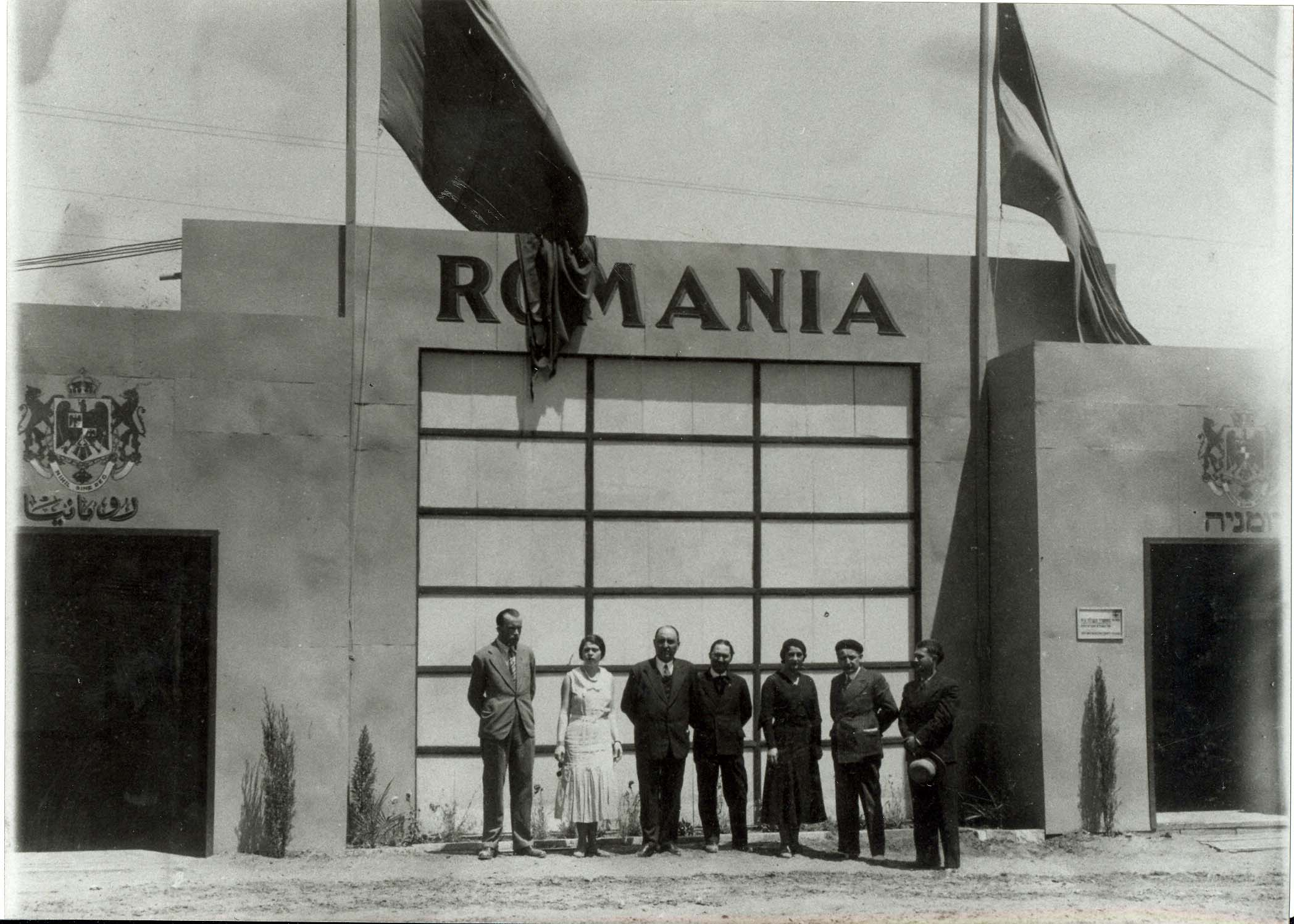
Rumunský pavilon